# Jordi Reguant Danés
Jordi Reguant Danés   (Terrassa, 1954) és un músic i clavicembalista català.
Ha col·laborat amb diversos grups i orquestres, com ara la Hertfordshire Chamber Ochestra, la Capella Reial, Orquestra Mozart d'Hamburg, Orquestra de Càmbra del Teatre Lliure o la Orquestra del Palau de la Música Catalana.
Es fundador i director dels grups musicals Turba Musici i Capilla Virelai, amb els que a realitzat diverses gires i enregistraments.

## Discografia
- 1987 - Música ¡vanguardista! en la corte de Juan I, S. XIV. In Canto Ensemble (Albert Moraleda)
- 1988 - Johan Sebastian Bach. Passió segons Sant Joan. Remei Tell, Eulàlia Salbanyà, Joan Cabero, Jordi Ricart, Pere Deià, Cor Al·leluia de Tarragona, Josepa Rosselló, Jordi Reguant, Joan Casals (Monestir de Santes Creus)

- 1989 - Alfonso X el Sabio. Cantigas de Santa María de Alfonso X el Sabio : de miragre y de loor : códice de Florencia. Turba Musici (AudioVisuals de Sarrià)
- 1998 - Música de tecla hispánica : 1700-1850. Albert Romaní, Maria Lluïsa Cortada i Noguero, José Luis González Uriol, Jordi Reguant (Euroconcert)
- 1998 - Concert al Saló de Cent. Barcelona Sinfonietta (P.D.I.)
- 1991 - Bella de vos som amorós. La Música en la Corte de los Reyes Católicos y Carlos I. Capella Virelai (La mà de Guido)
- 2000 - Antoni Soler. Sis concerts per a dos clavecins. Marju Vatsel, Jordi Reguant (La mà de Guido)
- 2001 - La época dorada del villancico : cancionero musical del Duque de Calabria. Capilla Virelai (Arsis)
- 2013 - Francesc Valls, Joan Barter, Marcià Albareda, Joan Pau Pujol. Mestres de Capella de la Catedral de Barcelona al segle xvii : Valls, Barter, Albareda, Pujol. Cor de Cambra Francesc Valls, David Malet, Maria Crisol, Manuel Vilas, Jordi Reguant (La mà de Guido)